# Javier Callizo Soneiro

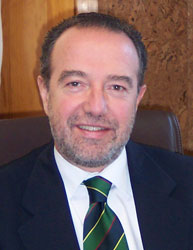
Javier Callizo Soneiro

Javier Callizo Soneiro es un político aragonés, geógrafo y profesor universitario, Javier Callizo Soneiro nació en la villa de Hecho (Huesca), el 10 de marzo de 1956. Estudió el bachillerato en el Instituto “Domingo Miral” de Jaca. En 1978, se licenció en Filosofía y Letras en la Universidad de Zaragoza, con sobresaliente cum laude y Premio Extraordinario, con una tesina sobre la ciudad de Huesca. En 1986, y en la misma universidad, se doctoró en Geografía, asimismo cum laude y Premio Extraordinario, con una tesis sobre la red urbana de Huesca. En 1989 ganó por oposición la plaza de profesor titular de Geografía Humana de la Universidad de Zaragoza. Ha sido consejero de Cultura y Turismo del Gobierno de Aragón, viceconsejero de Política Territorial y de Turismo, y Director General de Patrimonio Cultural. Desde agosto de 2019 es secretario general técnico del departamento de Industria, Competitividad y Desarrollo Empresarial del Gobierno de Aragón.

## El profesor universitario
Durante su carrera académica ha realizado estancias en distintas universidades y centros de investigación extranjeros: Institut de Géographie Alpine de Grenoble, Centre des Hautes Études Touristiques de la Universidad de Aix-en-Provence, Academia de Ciencias de Varsovia e Instituto de Geografía de Cracovia. Ha sido profesor invitado en la Universidad de Pau (donde ocupó durante el curso 1991-92 la cátedra para investigadores extranjeros creada por el parque tecnológico Hélioparc) y lo fue también en 1999, en el marco del prestigioso programa de doctorado del parisino Institut de Geégraphie (sito en el 191 de la rue Saint Jacques) que comparten las universidades de París I-Sorbona, París IV y París VII. Pertenece al grupo de Ocio y Turismo de la Asociación de Geógrafos Españoles (AGE), a la Asociación Española de Expertos Científicos en Turismo (AECIT) y al grupo internacional de investigación “MIT-3” (Mobilité, Itineraires, Territoires) que coordina el Dr. R. Knafou, profesor emérito en la Universidad de París I-Sorbona. Ha realizado para la Asociación Española de Expertos Científicos en Turismo (AECIT) los informes anuales de Coyuntura del Turismo en Aragón y cuenta con numerosas publicaciones científicas dedicadas en su mayoría al estudio del sistema urbano aragonés y a los problemas de organización del espacio turístico.
Ha sido presidente de la Comisión de Innovación y Desarrollo Tecnológico de la Comunidad de Trabajo de los Pirineos; vocal del Consejo Económico y Social de Aragón; vocal del Consejo de Ordenación del Territorio de la Diputación General de Aragón y miembro del Comité Científico para el estudio de la Travesía Ferroviaria por el Pirineo Central (Túnel de Vignemale).

## El político
Militante del Partido Aragonés (PAR) desde el año 1999, durante su mandato como consejero de Cultura y Turismo del Gobierno de Aragón obtuvo de la UNESCO en 2001 la Declaración de Patrimonio Mundial a favor del Arte Mudéjar Aragonés. A través de las distintas direcciones generales a su cargo, se llevó a cabo un ambicioso programa de intervenciones que incluye: la restauración del Monasterio de Rueda y la apertura en una de sus dependencias de una magnífica hospedería; la restauración de la capilla de San Bernardo de La Seo del Salvador de Zaragoza; la restauración de los órganos de esa misma Seo, San Juan el Real de Calatayud y Bolea; la redacción del proyecto y el comienzo de las obras de recuperación del Monasterio Nuevo de San Juan de la Peña, con una nueva hospedería en su crujía sur y un jardín arqueológico en el ala norte; la restauración de la capilla de la Trinidad y el comienzo de la de San Miguel, ambas en la catedral de Jaca; la restauración de San Pedro de los Francos y el claustro de Santa María, ambas en Calatayud; la restauración del altar mayor de la catedral de Barbastro; se dio un fuerte impulso a las obras de restauración de la catedral de Tarazona; la construcción del Centro de Arte y Naturaleza (CEDAN) que acoge en Huesca el legado del pintor Beulas; la construcción, en el Parque Deportivo Ebro, de la primera piscina climatizada olímpica de la Comunidad Autónoma; la construcción de la pista de atletismo con el impulso decidido al proyecto de Centro Aragonés del Deporte, ubicado en el ACTUR zaragozano, según propuesta del arquitecto Clua; la creación del Centro Dramático de Aragón y la realización de importantes exposiciones, como “Aragón, Reino y Corona”, y las monográficas dedicadas a Luis Buñuel, Santiago Ramón y Cajal, Pablo Serrano, Ramón J. Sender, María Moliner, Baltasar Gracián (Libros libres) y Fernando El Católico (Fernando II de Aragón: el rey que imaginó España y la abrió a Europa).
Una de sus actuaciones como director general de Patrimonio Cultural fue la protección como bien catalogado del patrimonio cultural aragonés establecida para todo el patrimonio etnológico y documental, así como la parte más valiosa de su arquitectura, de la antigua factoría Averly. La Orden del Gobierno de Aragón, dictada a instancias de la Dirección General de Patrimonio Cultural, fue ratificada en 2017 por Providencia del Tribunal Supremo por la que se inadmite el recurso de casación contra la Sentencia del Tribunal Superior de Justicia de Aragón que desestimaba el contencioso-administrativo presentado por una asociación conservacionista contra la Orden del Gobierno de Aragón referida. En la misma época declaró Bien de Interés Cultural a todos los edificios de la Expo 2008 de Zaragoza.
Durante su etapa al frente de la Dirección General de Patrimonio Cultural se interpusieron dos demandas decisivas para la recuperación de los bienes del patrimonio cultural aragonés indebidamente fuera de la Comunidad Autónoma de Aragón todavía:  de nulidad contra las compraventas de los bienes de Sijena habidas en 1983 , 1992 y 1994, y, tras obtener previamente de la Comunidad Religiosa titular del Real Monasterio de Sijena la cesión de los derechos procesales para litigar en su nombre, de reclamación al Museo Nacional de Arte de Cataluña de las pinturas de la Sala Capitular del Monasterio de Sijena arrancadas tras su incendio durante la Guerra Civil y desde entonces en el Museo Nacional de Arte de Cataluña. En ambos casos los fallos han sido favorables a Aragón: en el primero, mediante sentencia del Juzgado de Primera Instancia número 1 de Huesca,  ratificada en apelación por la Audiencia Provincial de Huesca; en el segundo, por sentencia del Juzgado de Primera Instancia número 2 de Huesca.
Ha sido presidente de los consejos de administración de varias empresas y fundaciones, entre otras: Gestora Turística de San Juan de la Peña, S. A., Nieve de Teruel, S. A., Sociedad de Promoción y Gestión del Turismo de Aragón, Aeronáutica de los Pirineos, S. A., Centro Dramático de Aragón, Fundación Jaca-2010, Fundación Beulas, Fundación Torralba-Fortún, Fundación Conjunto Paleontológico de Teruel y Fundación para el Desarrollo de la Comarca de Campo de Daroca, así como vocal de la Fundación Zaragoza Logistics Center y de la Fundación Zaragoza-2008.
Como viceconsejero de Política Territorial ha contribuido decisivamente a la puesta en marcha del proceso de comarcalización de Aragón. Lo que no deja de tener su lado entrañable: su tesis doctoral (La Red Urbana de Huesca) es en realidad un estudio sistémico de los asentamientos demográficos altoaragoneses, que concluye en un proyecto de comarcalización como expresión de la jerarquía urbana provincial.

## Publicaciones científicas
- 2017 - "La ville espagnole à l’âge post‑industriel. De la crise du ‘fordisme’ à l’éclatement de la bulle immobilière" In Méditerranée núm. 129, pags. 73-90.
- 2005 - “Las comarcas, solución aragonesa al minifundismo municipal”, en Papeles y Memorias de la Real Academia de Ciencias Morales y Políticas, Nº 13, pags. 46-57 (Ejemplar dedicado a: La cuestión local). ISSN 1576-2971.
- 2002 - “La atracción del interior: los nuevos espacios turísticos”, en GARCIA MARCHANTE, J. et POYATO HOLGADO, M. C., La función social del patrimonio histórico: el turismo cultural. Cuenca: Ediciones de la Universidad de Castilla-La Mancha, pp. 33-56.
- 2002 - “Aragón mudéjar, patrimonio mundial”, en Trébede, Nº 62, pags. 12-13 (Ejemplar dedicado a: Mudéjar mundial). ISSN 1137-6007.
- 2001 - “Panorama desde el puente (Apuntes sobre el pasaje teatral aragonés)”, en ADE teatro: Revista de la Asociación de Directores de Escena de España, Nº 88, pag. 69. ISSN 1133-8792.
- 2000 - “Relaciones de tamaño del sistema urbano mundial en la era de la globalización : una revisión de la Ley Rango-Tamaño de ZIPF”, en Lecturas geográficas : homenaje a José Estébanez Álvarez, Vol. 2, pags. 1055-1068. ISBN 84-7491-578-3.
- 2000 - “Ante el XI Congreso Internacional de de Asele", en ¿Qué español enseñar? : norma y variación lingüísticas en la enseñanza del español a extranjeros : actas del XI Congreso Internacional ASELE, Zargoza 13-16 de septiembre de 2000, pags. 5-6. ISBN 84-95480-34-4.
- 2000 - “Zaragoza como producto turístico urbano-cultural: arte, ferias, congresos y negocios”, en Ciudad y Turismo, Actas del IV Coloquio de Geografía Urbana y VI Coloquio de Geografía del Turismo, Las Palmas de Gran Canaria, 22 al 25 de junio de 1998, Las Palmas de Gran Canaria: Universidad de Las Palmas de Gran Canaria y A.G.E., pp. 176-187 (en col. con Lacosta Aragüés, A.).
- 1999. “Elementos para una explicación teórica de la movilidad recreativa. La demanda de los nuevos productos turísticos en Aragón”, en Actas del VIII Coloquio Ibérico de Geografía, vol. II, Lisboa, 30 de septiembre al 2 de octubre de 1999, Lisboa: Universidade Nova de Lisboa, pp. 349-368 (en col. con Lacosta Aragüés, A.).
- 1999. “La actividad turística en Aragón”, en La actividad turística española en 1998 (Anuario de la AECIT), Madrid: AECIT, pp. 225-249 (en col. con Lacosta Aragüés, A.).
- 1999. “Un estudio tipológico de los recursos turísticos” (en col. con Antonio J. Lacosta Aragüés), en Revista Aragonesa de Administración Pública, Nº 3 , pags. 19-76 (Ejemplar dedicado a: Régimen jurídico de los recursos turísticos). ISSN 1133-4797 (en col. con Lacosta Aragüés, A.).
- 1998. "El turismo en Aragón", en ESCOLANO UTRILLA; S. –dir.–: Atlas Multimedia de Geografía de Aragón, Zaragoza: IFC, CAI y Universidad de Zaragoza (soporte CD-ROM). (en col. con Lacosta Aragüés, A.).
- 1998. “La actividad turística en Aragón”, en La actividad turística española en 1997 (Anuario de la AECIT), Madrid: AECIT, pp. 225-248 (en col. con Lacosta Aragüés, A.).
- 1997. “Potencialidades turísticas de las áreas interiores. Conflictos y cautelas”, en Los turismos de interior : el retorno a la tradición viajera (Coloquio del Grupo de Turismo de la Asociación de Geógrafos Españoles, Toledo, marzo 1995, coord. por Manuel Valenzuela Rubio), pags. 17-60. ISBN 84-7477-652-X.
- 1997. “La explicación teórica de la potencialidad turística del medio natural: verificación en Aragón del modelo de Warszynska a partir del análisis factorial”, en Geographicalia, Nº 35, pags. 19-28. ISSN 0210-8380. ” (en col. con Lacosta Aragüés, A).
- 1997. "La población aragonesa de los años noventa: envejecimiento, reestructuración espacial y nuevas tendencias migratorias", en Situación (Revista del BBVA),1997, pp. 14-41.
- 1996. “El flujo turístico hacia las tierras de la Mancomunidad del Matarraña (Teruel, España): características de la clientela y demanda potencial”, en Geographicalia, Nº 33, pags. 29-50. ISSN 0210-8380.
- 1995. “Las nuevas tendencias alterotrópicas del turismo en el Pirineo aragonés”, en La formació, la rehabilitació i les noves modalitats turístiques, III Jornades de geografia del turisme, Palma, 28-29-30 d´octubre de 1993. Palma: Servei de Publicacions de la Universitat de les Illes Balears; CODEFOC, Govern Balear; F.S.E., EUROFORM, pp. 167-177. ISBN 84-7632-227-5.
- 1991. Aproximación a la geografía del Turismo. Madrid: Síntesis. ISBN 84-7738-111-9.
- 1989. “El espacio turístico de Chadefaud, un entrevero teórico : del historicismo al materialismo dialéctico y el sistemismo behaviourista”, en Geographicalia, Nº 26, pags. 37-44. ISSN 0210-8380.
- 1989. “Evolución del turismo de invierno pirenaico aragonés y los posibles impactos de los Juegos Olímpicos de Jaca 98”, en Los Pirineos, Montaña de Europa. Desarrollo de una cooperación transfronteriza, Jaca, 22-23 de junio de 1989, Actas del Coloquio, Madrid: MOPU-DATAR, pp. 510-517 (en col. con Bielza de Ory, V.).
- 1988. La Red urbana de Huesca. Huesca: Instituto de Estudios Altoaragoneses. ISBN 84-86856-03-5.
- 1986. “Evolución de la jerarquía urbana oscense : una aplicación del modelo "Rango-Tamaño", en Argensola: Revista de Ciencias Sociales del Instituto de Estudios Altoaragoneses, Nº 100, pags. 149-166. ISSN 0518-4088 (en col. con Bielza de Ory, V.)
- 1984. “Evolución de la jerarquía urbana oscense: una aplicación del modelo Rango-Tamaño”, en Actas del III Coloquio Ibérico de Geografía, Barcelona (en col. con Bielza de Ory, V.).
- 1983. “El Serrablo y El Valle de Tena”, en Geografía de Aragón, tomo III, Zaragoza: Guara Editorial, pp. 61-65 (en col. con Bielza de Ory, V.).
- 1983. “La Jacetania”, en Geografía de Aragón, tomo III, Zaragoza: Guara Editorial, pp. 13-31 (en col. con Bielza de Ory, V.).
- 1982. ”La Ley de Reilly en la delimitación de las áreas de influencia de las ciudades oscenses”, en IV Jornadas sobre el estado actual de los estudios sobre Aragón, Zaragoza, pp. 447-451. ISBN 84-600-2867-4
- 1980. “Huesca: un estudio de geografía urbana”, en Geographicalia, Nº 6, pags. 3-62. ISSN 0210-8380.